# Käkförsedda ryggradsdjur
Käkförsedda ryggradsdjur eller käkmunnar (Gnathostomata, Gnathostomi eller Ectobranchiata) är beteckning på ryggradsdjur med käkar bildade av de främsta gälbågarna.
Som käkmunnar räknas benfiskar (Osteichthyes), broskfiskar (Chondrichthyes) och fyrfotadjur (Tetrapoda) samt de utdöda fiskgrupperna pansarhajar (Placodermi) och taggpansarhajar (Acanthodii).